# 原嘉義郡水利組合之水閘門及水道
原嘉義郡水利組合之水閘門及水道，是一座位於臺灣嘉義市西區姜母寮的水利設施。已於2005年10月26日登錄為嘉義市歷史建築。

## 沿革
1921年（大正10年），臺灣總督府為發展臺灣農村經濟，頒布《臺灣水利組合令》，計畫的目的是強制組合原有的公共埤圳及官設埤圳，使成為受政府監督的人民自治公營事業。隨後各地區的水利組織多方發展各項水利事業，並大量在各地興建灌溉排水工程、農地重劃等配套工作。嘉義郡水利組合則於1923年（大正12年）成立。
1936年（昭和11年）5月，嘉義郡水利組合之水閘門及水道於西堡竹圍仔庄的聚落「姜母寮（現福全里）」興建，用處是以水門擋住嘉義大排的水後，將水位提高，將水源導引至大溪厝別線的功能使用，日治末期，鑒於太平洋戰爭因素使加強統制生產灌溉與排水設備，使得嘉義郡水利組合在1944年（昭和19年）與原嘉南大圳組合事務所合併。
戰後，水閘門及水道依然持續使用中，直到1978年（民國68年），因配合中央排水改道工程而廢棄，目前水閘門及水道所在的地區為國有地，管理機關為國有財產。

## 建築設計
水閘門及水道的水門上，正面分別刻有「嘉義郡水利組合」和「大溪厝別線堰土水門」，西北面題字「昭和十一年五月」，其結構物為鋼筋混凝土柱，上面設有六道水門以及起揚基座，過去設置有控制水門升降之功能。

## 外部連結
- 原嘉義郡水利組合之水閘門及水道－國家文化資產網
- 原嘉義郡水利組合之水閘門及水道－文化資源地理資訊系統